# Нове Старозьреби
Нове Старозьреби (пол. Nowe Staroźreby) — село в Польщі, у гміні Старожреби Плоцького повіту Мазовецького воєводства.
Населення — 52 особи (2011).
У 1975-1998 роках село належало до Плоцького воєводства.

## Демографія
Демографічна структура станом на 31 березня 2011 року:
|          | Загалом | Допрацездатний вік | Працездатний вік | Постпрацездатний вік |
| -------- | ------- | ------------------ | ---------------- | -------------------- |
| Чоловіки | 25      | 8                  | 13               | 4                    |
| Жінки    | 27      | 6                  | 10               | 11                   |
| Разом    | 52      | 14                 | 23               | 15                   |